# (221) Эос
(221) Эос (др.-греч. Ἕως) — типичный астероид главного пояса, принадлежащий к очень редкому спектральному классу K и является главным представителем одноимённого семейства. Астероид был обнаружен Иоганном Пализой 18 января 1882 года в Вене и в 1884 году назван по имени древнегреческой богини зари Эос, в честь открытия новой обсерватории, которая должна была стать новой зарёй для венской астрономии.

Орбита астероида Эос и его положение в Солнечной системе
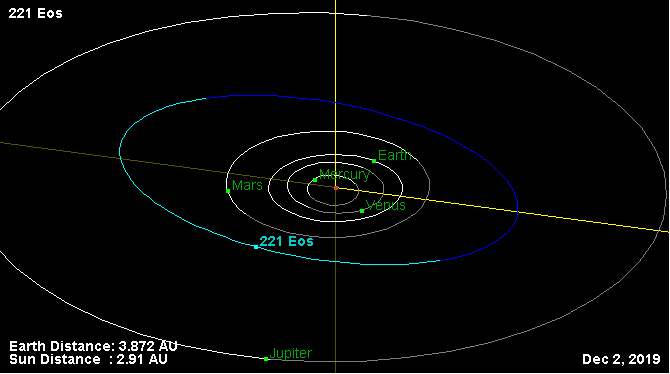
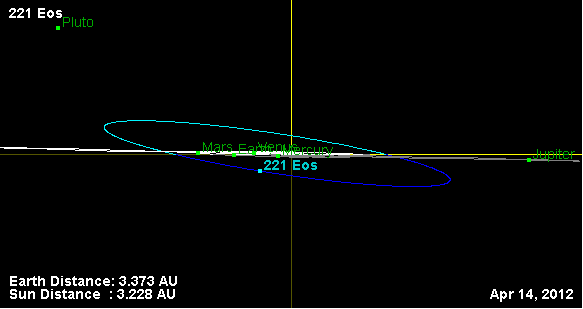